# Oak Grove's Laith
Oak Grove's Laith, né Bentley de Riverland le 10 juin 2011, est un étalon inscrit Selle français de robe alezane, monté en saut d'obstacles par le cavalier britannique Samuel Hutton.

## Histoire

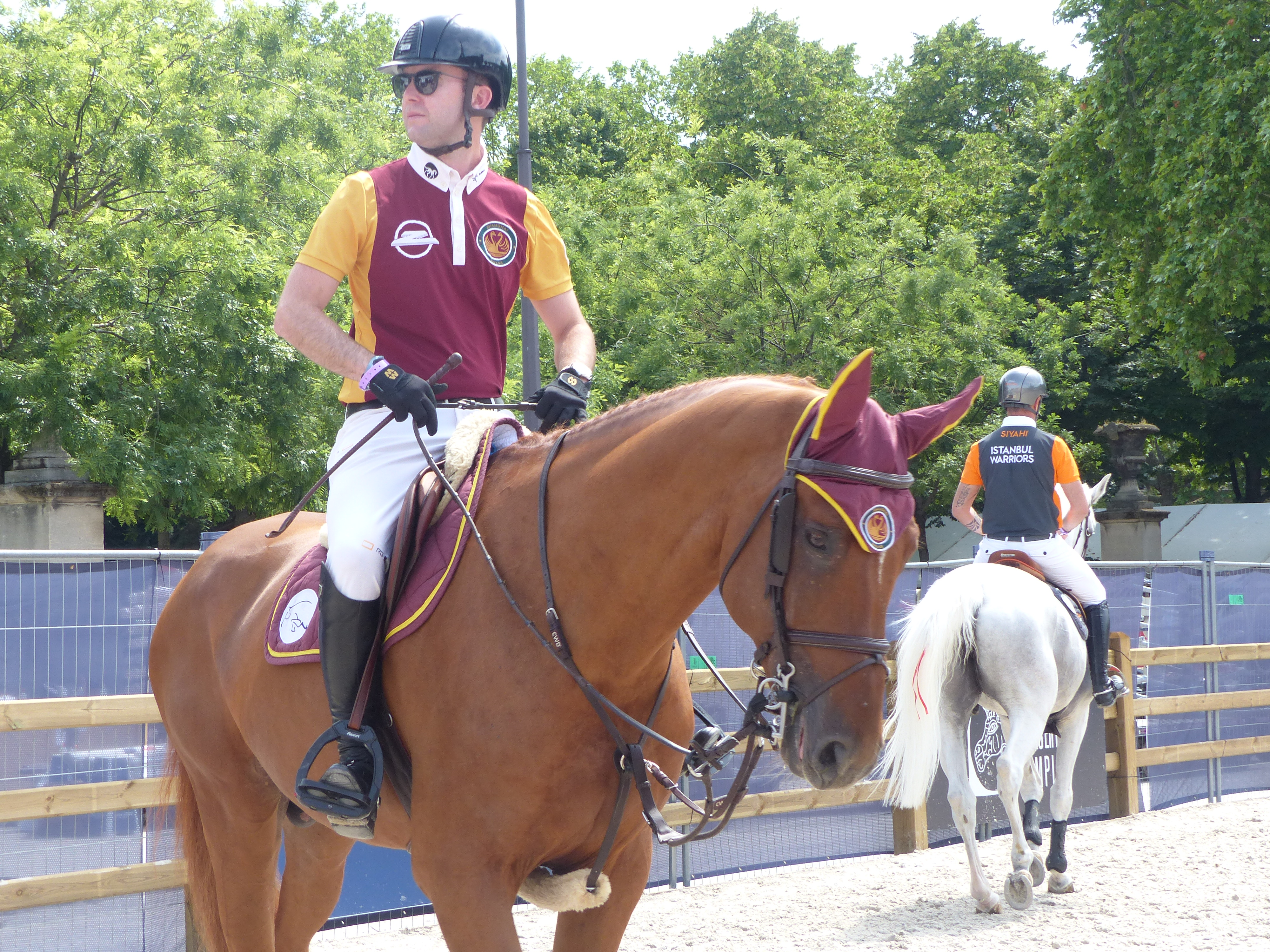
Oak Grove's Laith au Paris Eiffel Jumping de 2023.

Bentley de Riverland naît le 10 juin 2011, à la SCEA Riverland située au lieu-dit Les Essarts, sur la commune d'Alloue, en Charente (France),. 
Il est débuté en compétition de saut d'obstacles par le cavalier allemand Harm Lahde, jusqu'au niveau international 3 étoiles (CSI3*), avec deux participations aux championnats du monde pour Jeunes Chevaux de Lanaken en 2016 et 2018. 
En juin 2020, alors âgé de neuf ans, il passe sous la selle du cavalier égyptien Abdel Saïd,.
Il est ensuite monté par Samuel Hutton, avec qui il participe aux championnats d'Europe de saut d'obstacles de 2023 à Milan, mais le couple réalise une mauvaise performance, avec huit points de pénalité. 
Oak Grove's Laith est vendu aux enchères en décembre 2023. À partir d'avril 2024, il est monté par la cavalière tchèque Valentyna Kukova.

## Description

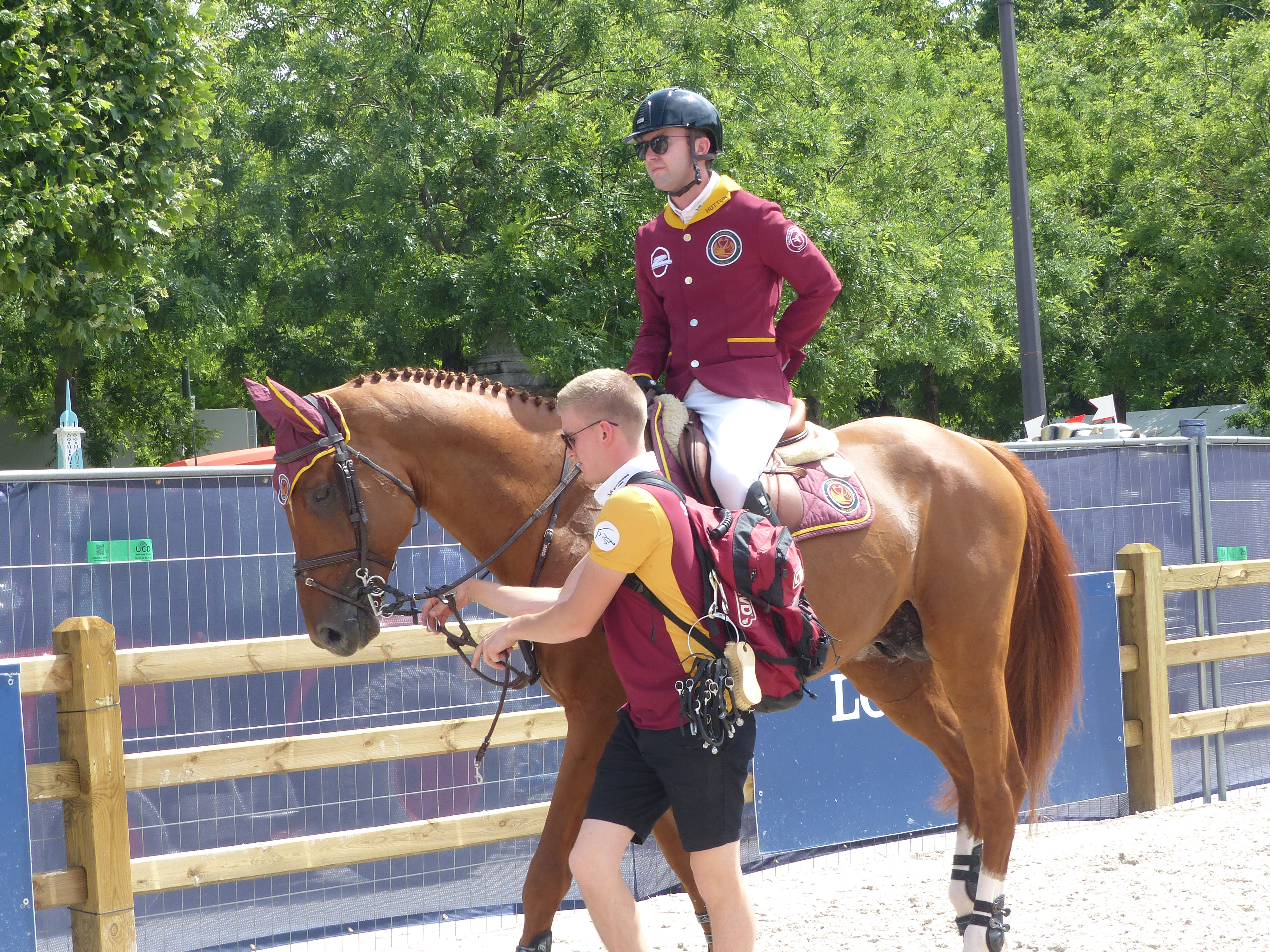
Oak Grove's Laith et sa groom au Paris Eiffel Jumping de 2023.

Oak Grove's Laith est un étalon de robe alezane, inscrit au stud-book du Selle français,.
Il mesure 1,68 m.
Abdel Saïd le décrit comme un « cheval ayant tout le potentiel du monde ».

## Palmarès
Il atteint un indice de saut d'obstacles (ISO) de 156 en 2023.

## Origines
Ses origines sont issues de divers pays européens. C'est un fils de l'étalon London, né en Belgique mais de souche française, sa mère Sirène de Riverland étant une jument née en France mais issue de l'étalon Holsteiner Quaprice Bois Margot,,. 
Il présente 38 % d'origines génétiques Pur-sang selon l'Institut français du cheval et de l'équitation, 41,44 % selon le site web Hippomundo.
Son principal ancêtre est l'étalon Quidam de Revel.

## Descendance
Il est approuvé à la reproduction dans le stud-book Zangersheide.